# Station Muizon
Station Muizon is een spoorwegstation in de Franse gemeente Muizon.